# Abraxas sylvata
Espèce
Abraxas sylvata, la Zérène de l'orme, est une espèce de lépidoptères (papillons) de la famille des Geometridae, de la sous-famille des Ennominae.

## Repartition
Espèce univoltine, elle était considérée comme rare en Irlande du Nord jusqu'à la fin des années 1990. L'imago peut être trouvé en juin-juillet depuis l'Europe jusqu'au Japon.

## Biologie
Très localisé en France, ce papillon vit dans les forêts, les buissons, les zones humides et parfois les parcs plantés d'arbres à feuilles caduques.
La chenille se nourrit de diverses espèces d'ormes. C'est la chrysalide qui hiverne.

## Description

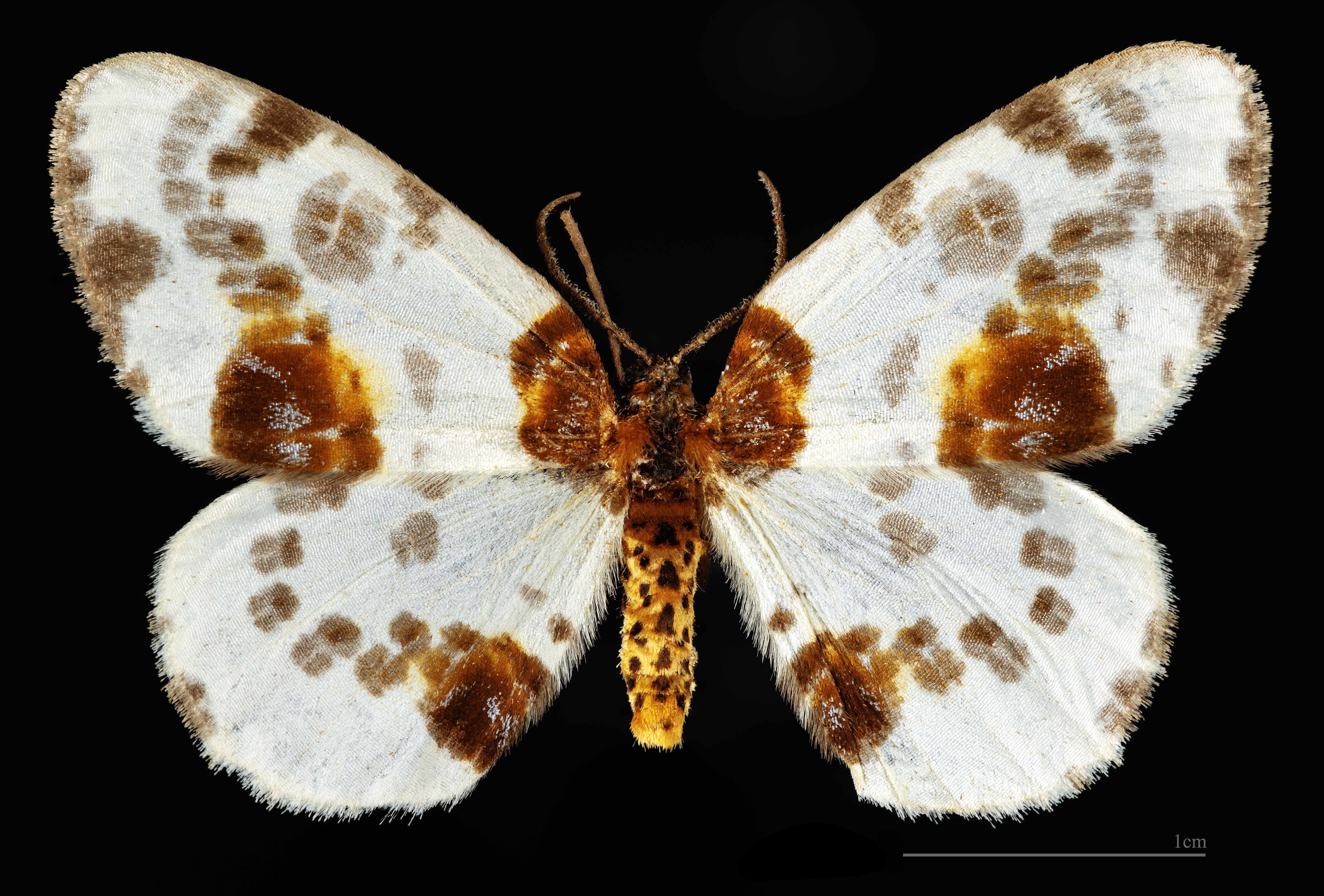
MHNT ♂
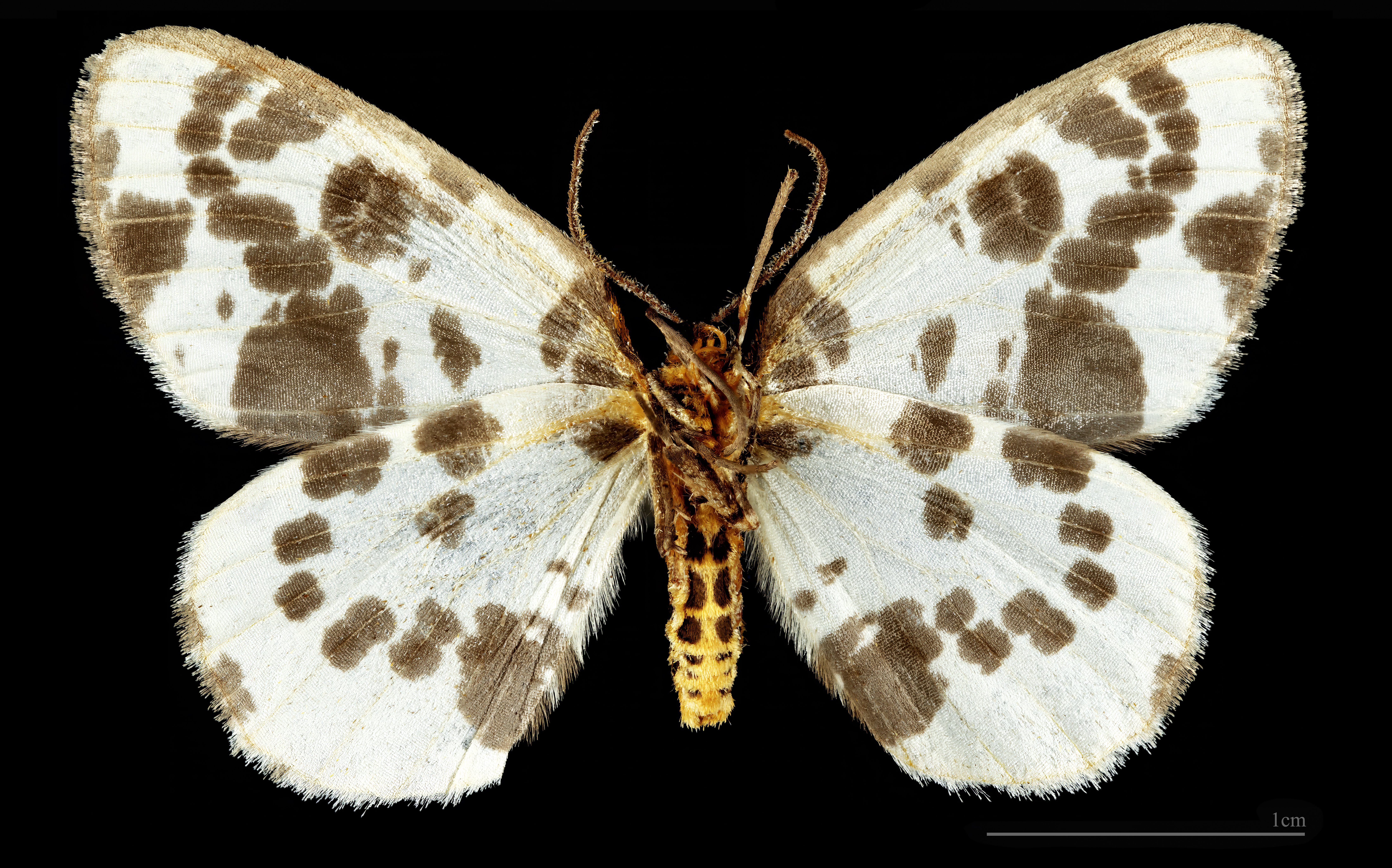
♂ △
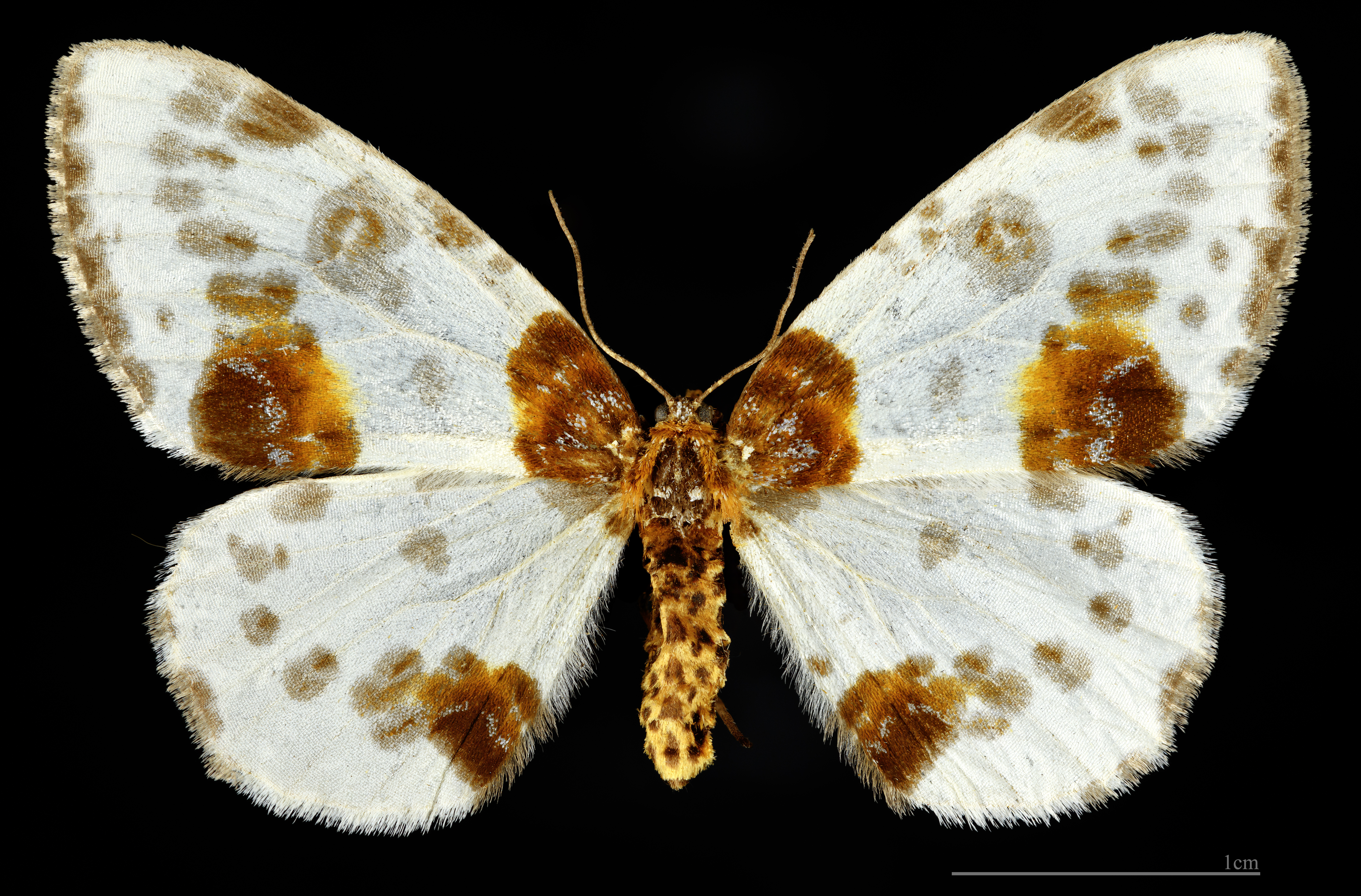
♀
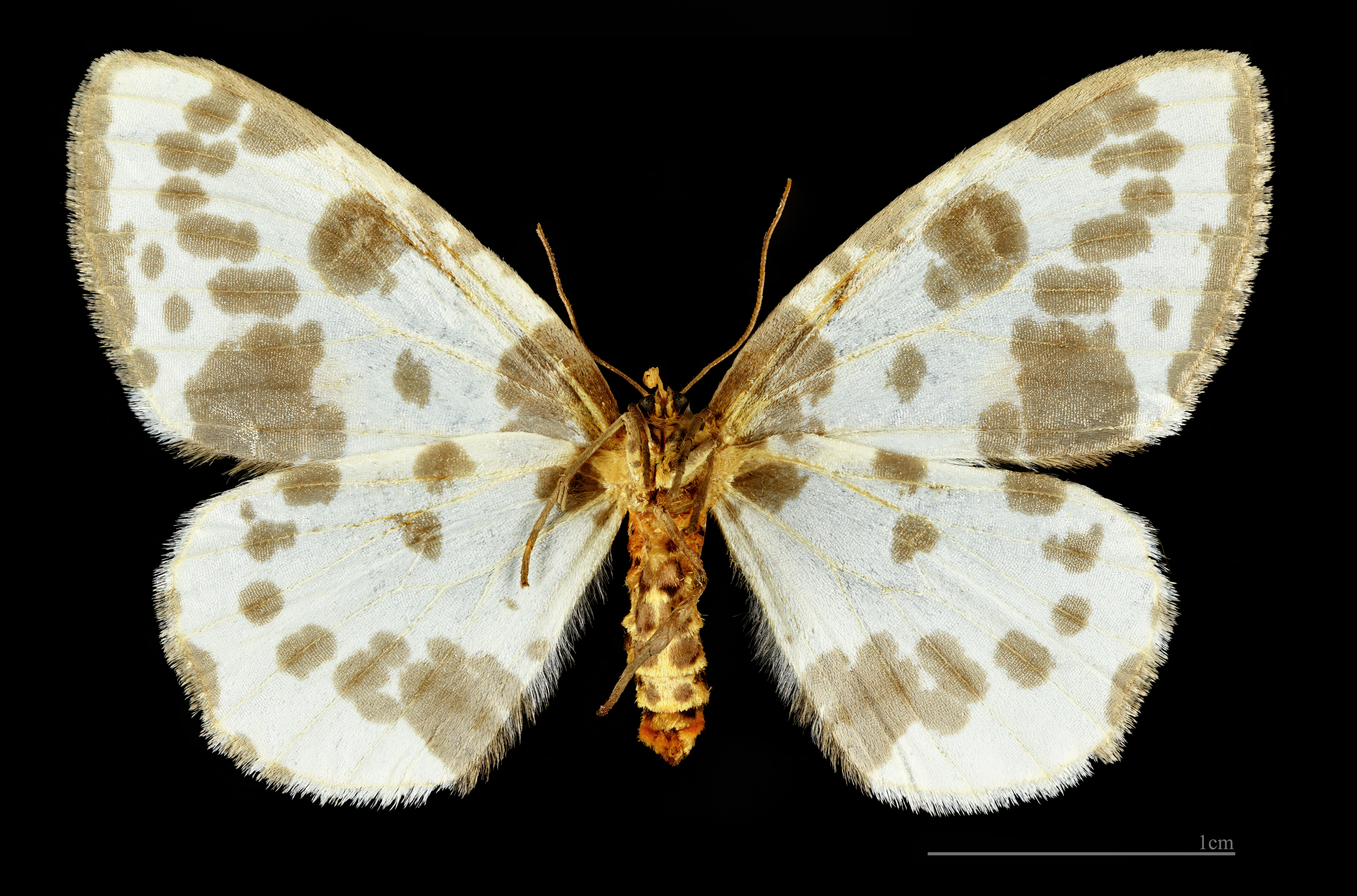
♀ △

## Synonymes
- Phalaena sylvata Scopoli, 1763
- Phalaena ulmata Fabricius, 1775
- Calospilos sylvata

## Galerie

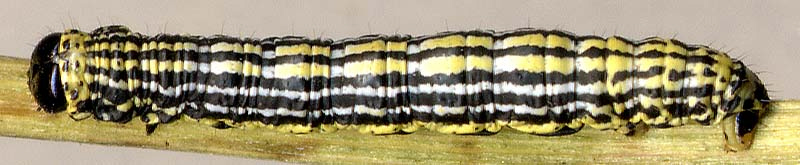
Chenille
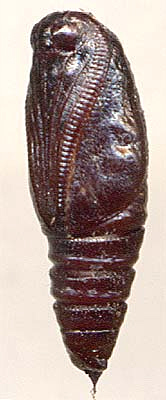
Pupe